# Asaf Avidan
Asaf Avidan est un auteur-compositeur-interprète israélien né le 23 mars 1980 à Jérusalem, leader du groupe de folk-rock Asaf Avidan and the Mojos. La hauteur et le caractère rauque de sa voix lui valent d'entendre sa musique comparée à celle de Janis Joplin, Jeff Buckley ou encore Robert Plant,,[source insuffisante].

## Histoire

### Débuts
Asaf Avidan naît le 23 mars 1980 à Jérusalem. Ses parents, diplomates, travaillent pour le ministère des Affaires étrangères israélien. Pour cause de maladie et de cauchemars, il n’accomplit que 10 mois de service militaire au lieu des trois ans obligatoires. Ensuite, il part étudier le cinéma d’animation à l'École des beaux-arts Bezalel, à Jérusalem.
Son projet de fin d’études, un court-métrage intitulé Find Love Now, remporte le prix de sa catégorie au festival du film de Haïfa. Après ses études, Asaf déménage à Tel Aviv et travaille dans le milieu de l’animation jusqu’à ce qu’il se sépare de sa compagne de longue date. Cette séparation marque un tournant dans sa vie. Il démissionne et retourne vivre à Jérusalem où il fait de sa passion, la musique, son activité principale.
Il découvre qu'il est atteint d'un cancer, un lymphome, à 21 ans, après avoir été examiné pour des douleurs chroniques.
En 2006, Asaf Avidan sort un premier EP autoproduit, Now That You Are Leaving, composé de 6 chansons évoquant les déceptions amoureuses qu’il a vécues. Il est alors acclamé par la critique.

### Asaf Avidan and the Mojos
Fin 2006, alors qu’Asaf Avidan se produit en solo à travers Israël, il réunit quatre musiciens qui deviendront the Mojos (Ran Nir – basse, Yoni Sheleg – batterie, Roi Peled – guitare, Hadas Kleinman – violoncelle). Le groupe joue beaucoup en Israël et donne également quelques concerts aux États-Unis, notamment au MEANY Fest, à New York, où il arrive finaliste.
En 2007, pour la première fois, le groupe se retrouve en studio pour l’enregistrement de The Reckoning, un album de 15 morceaux folk-rock et blues. À ce moment-là, le groupe a déjà accumulé quelques tournées en Israël et beaucoup de maisons de disques se montrent intéressées. Mais Asaf Avidan décide de continuer indépendamment et, avec son frère et manager Roie Avidan, il fonde le label Telmavar Records. The Reckoning sort en mars 2008. Un an après la sortie de l’album, Asaf Avidan and the Mojos se voient remettre un disque d’or, puis un disque de platine l’année suivante. Il s’agit alors de la plus grosse vente jamais réalisée en Israël par un label indépendant.
Le disque est élu « album de l’année » par plusieurs médias, dont Time Out Israel. Weak, le deuxième single de l’album, devient un succès radio et son clip est élu « clip de l’année » par plusieurs chaînes de télévision israéliennes. Weak deviendra aussi le titre phare du film L'Arbre réalisé par Julie Bertuccelli, avec Charlotte Gainsbourg dans le rôle principal, qui est projeté en clôture du Festival de Cannes 2010.
Alors que le groupe a reçu des propositions de plusieurs labels européens, il décide de s’embarquer pour une tournée autofinancée durant l’été 2009, se produisant alors dans une douzaine de festivals et de salles à travers l’Europe. À la fin de l’été, Telmavar Records signe un contrat avec Sony Columbia Europe pour The Reckoning, ainsi que pour le prochain album du groupe Poor Boy / Lucky Man. The Reckoning sort en Europe en 2009 et reçoit d’excellentes critiques. Il atteint la 8e place des ventes sur iTunes France.[réf. souhaitée]
Poor Boy / Lucky Man, le second album du groupe, sort en Israël en septembre 2009. Il évoque l’histoire d’un garçon né avec un trou à la place du cœur. L’album sort initialement avec deux titres et deux couvertures différentes, laissant au public le choix de décider si le garçon est pauvre (« poor boy ») ou chanceux (« lucky man »). L’album est disque d’or après cinq mois et récolte des critiques extasiées[réf. souhaitée]. Il sort dans plusieurs pays d’Europe en avril 2011 et est élu « album du mois » par la radio FIP, par le journal Libération, ainsi que par le magazine allemand Eclipsed.[réf. souhaitée]
De 2009 à 2011, le groupe est presque constamment en tournée, principalement en Europe et en Israël, avec quelques représentations aux États-Unis, au Canada, en Chine et en Inde, se construisant peu à peu une réputation en termes de prestations scéniques.
Il se produit, entre autres concerts, à la porte de Brandebourg, à Berlin, à l'occasion des championnats du monde d'athlétisme 2009, à la soirée de clôture du Festival de Cannes en 2010, au grand festival musical du 1er mai en Chine, au concert d’hommage à The Who au Carnegie Hall, à New York, ainsi que dans de nombreux festivals à travers l’Europe (Solidays en France, Latitude en Angleterre, Paléo en Suisse, Frequency en Autriche, Haldern Pop en Allemagne, pour n’en citer que quelques-uns), sans compter les nombreuses émissions de radio et de télévision (Taratata et One Shot Not en France, Rockpalast en Allemagne…).
Le 30 novembre 2010, le groupe sort son troisième album en Israël. Through The Gale est un album-concept qui raconte l’histoire du voyage aveugle et entêté d’un capitaine et de son équipage loyal à la recherche de l’immortalité au royaume des dieux. Ils réaliseront finalement qu’une vie sans la mort est dépourvue de sens.

### Carrière solo
En juillet 2011, après un autre été en tournée où ils partagent la scène, entre autres, avec Robert Plant, Ben Harper et Lou Reed, Asaf Avidan and the Mojos annoncent qu’ils font une « pause créative indéfinie ».
Asaf Avidan a régulièrement donné des concerts solos et acoustiques tout au long de la carrière du groupe, ainsi que pour des évènements ponctuels tels que la conférence TED Global, la première partie de Bob Dylan lors de son concert à Tel Aviv, l’hommage au groupe The Who au Carnegie Hall et de nombreuses émissions de radio et de télévision.

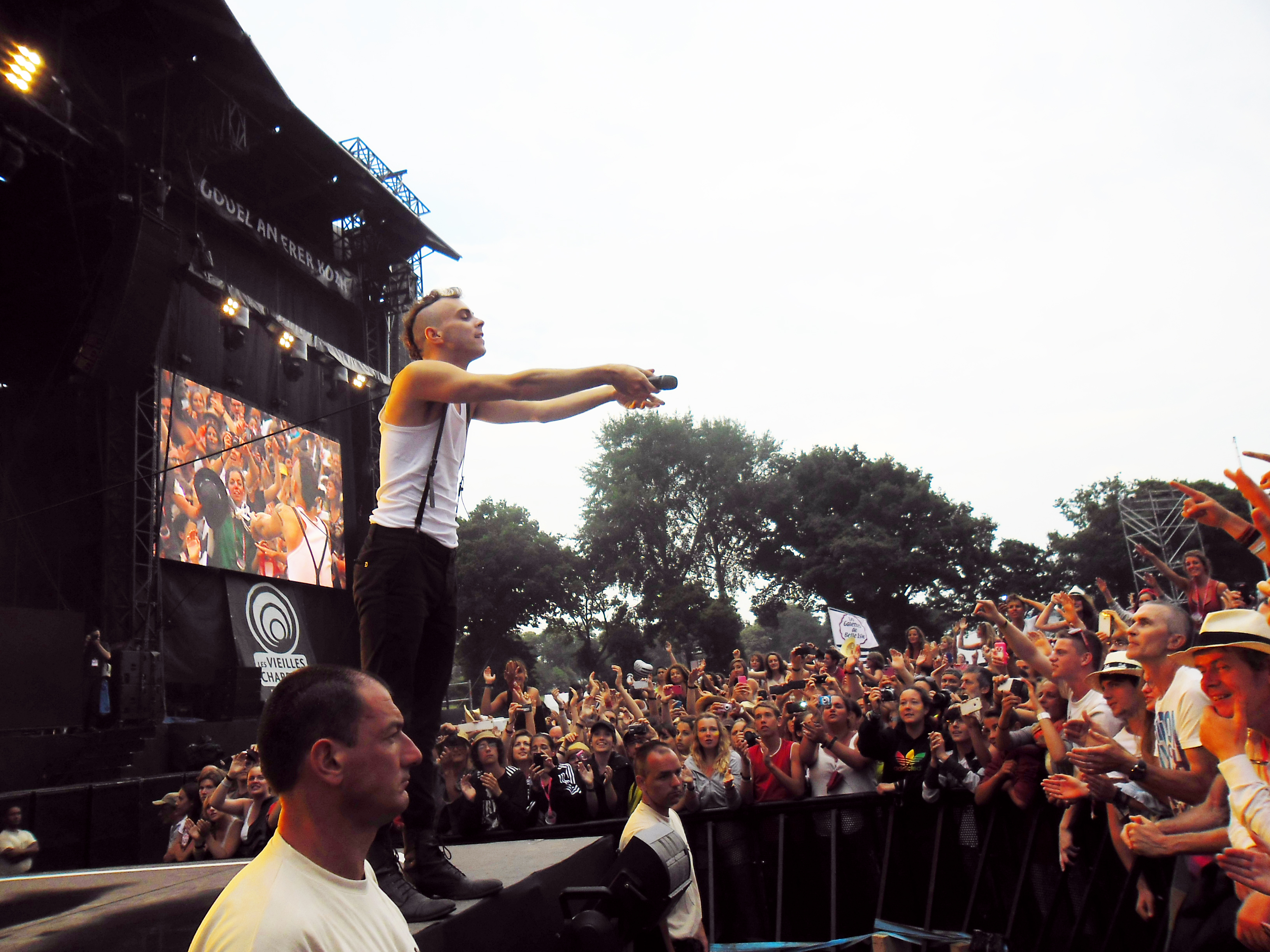
Asaf Avidan aux Vieilles Charrues 2013

Porté par le succès du remix de la chanson The Reckoning par le DJ allemand Wankelmut, Asaf finalise son premier album solo, Different Pulses, sorti en 2013. Celui-ci culminera à la cinquième place des charts français.
En automne 2014, Avidan dévoile un extrait de son prochain opus, Gold Shadow, sorti en mars 2015. Il a présenté en avant-première ses nouvelles chansons et quelques-uns de ses grands tubes le vendredi 9 janvier 2015 sur la scène du studio 104 de France Inter.
En mai 2016, Asaf Avidan enregistre 14 titres à la Chartreuse de Neuville (Pas-de-Calais) pour une série d'enregistrements In a box II.
Son quatrième album solo, The Study on Falling, sort le 3 novembre 2017.
En 2021, il compose la bande originale du film Le Bal des folles, réalisé par Mélanie Laurent et diffusé sur Amazon Prime Vidéos.
En janvier 2022, il achète un "pied à terre" dans le Sud de la France, au village du Livre de Montolieu dans l'Aude, près de Carcassonne, qui lui sert de base arrière pour ses concerts en France.

## Discographie

### Solo
Albums
- 2008 : The Reckoning
- 2009 : Poor boy/Lucky man

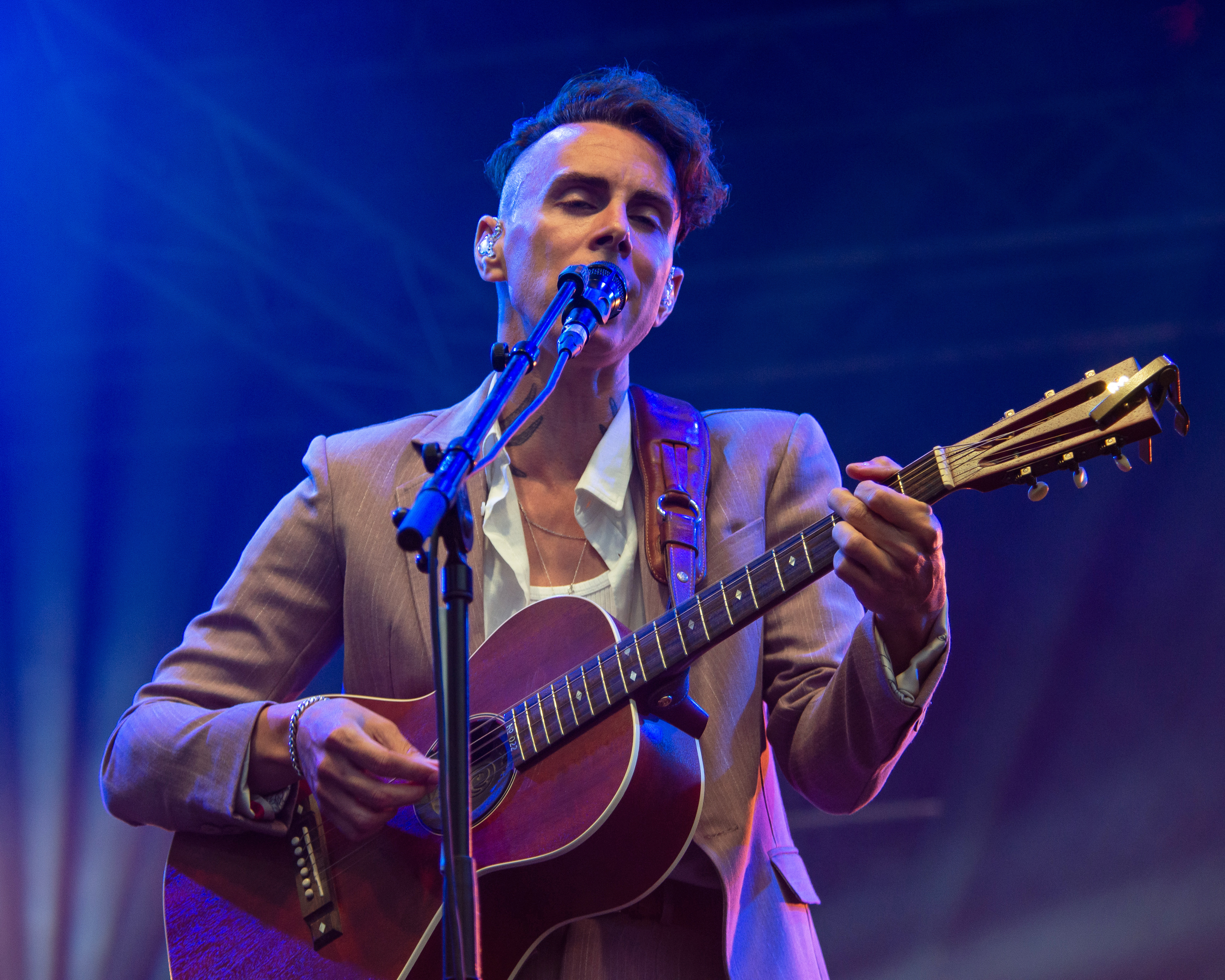
Asaf Avidan à Chauffer dans la noirceur en 2021.

- 2012 : Avidan in a Box (album acoustique de reprises de vieilles chansons composées par lui-même, sous format numérique uniquement)
- 2013 : Different Pulses
- 2015 : Gold Shadow
- 2017 : The Study on Falling
- 2020 : Anagnorisis

EP
- 2006 : Now That You're Leaving [Telmavar Records]
- 2011 : Bootleg No.01 [Telmavar Records] (enregistrements live)
- 2013 : Bootleg No.02 [Telmavar Records] (enregistrements in a box)
- 2013 : Bootleg No.03 [Telmavar Records] (enregistrements acoustiques ou live)

Vinyls
- 2012 : EP Different Pulses [Telmavar Records] (2 titres et 2 remix de Different Pulses)
- 2013 : Album Different Pulses [Telmavar Records] (180gram Vinyl)
- 2015 : Album Gold Shadow [Telmavar Records] (180 gram Vinyl)

Singles
| Année | Titre                                    | Meilleure position | Meilleure position | Meilleure position | Meilleure position | Meilleure position | Meilleure position | Meilleure position | Certifications                                 | Album                |
| Année | Titre                                    | Autriche           | Belgique           | France             | Allemagne          | Pays-Bas           | Suisse             | Luxembourg         | Certifications                                 | Album                |
| ----- | ---------------------------------------- | ------------------ | ------------------ | ------------------ | ------------------ | ------------------ | ------------------ | ------------------ | ---------------------------------------------- | -------------------- |
| 2012  | One Day / Reckoning Song (Wankelmut rmx) | 1                  | 1                  | 2                  | 1                  | 1                  | 1                  | 1                  | - BEL : Platinum - DEN : Gold - ITA : Platinum |                      |
| 2012  | Different Pulses                         | —                  | 88                 | —                  | 44                 | —                  | —                  | —                  |                                                | Different Pulses     |
| 2013  | Love It or Leave It                      | —                  | 122                | —                  | 103                | —                  | —                  | —                  |                                                | Different Pulses     |
| 2014  | Over My Head                             | —                  | —                  | —                  | 107                | —                  | —                  | —                  |                                                | Gold Shadow          |
| 2015  | Gold Shadow                              | —                  | —                  | —                  | 114                | —                  | —                  | —                  |                                                | Gold Shadow          |
| 2017  | The Study on Falling                     |                    |                    |                    |                    |                    |                    |                    |                                                | The Study on Falling |
| 2017  | My Old Pain                              |                    |                    |                    |                    |                    |                    |                    |                                                | The Study on Falling |

### SousAsaf Avidan and the Mojos
Albums
| Année (Israël) | Album                                                                                       | Meilleure position | Meilleure position | Meilleure position | Meilleure position | Meilleure position | Meilleure position | Meilleure position | Certification                                |
| Année (Israël) | Album                                                                                       | Israël             | Autriche           | Belgique (Vl)      | Belgique (Wa)      | France             | Allemagne          | Suisse             | Certification                                |
| -------------- | ------------------------------------------------------------------------------------------- | ------------------ | ------------------ | ------------------ | ------------------ | ------------------ | ------------------ | ------------------ | -------------------------------------------- |
| 2008           | The Reckoning - Label : Telmavar / Columbia - Sortie : 2008 (Israël) / 2012 (Europe)        | 1                  | 31                 | 91                 | 106                | —                  | 23                 | 38                 | Israël : Or[source insuffisante] · (20,000+) |
| 2009           | Poor Boy / Lucky Man - Label : Telmavar / Columbia - Sortie : 2009 (Israël) / 2011 (France) |                    |                    |                    |                    | 108                |                    |                    |                                              |
| 2010           | Through the Gale - Label : Telmavar - Sortie : 2010 (Israël)                                |                    |                    |                    |                    |                    |                    |                    |                                              |

Singles
- 2008 : Reckoning Song (seulement en Israël)
- 2008 : Cheap (seulement en Israël)

### Clips vidéo
| Année | Titre                                    | Réalisateur                         | Album                | Vidéo                                       |
| ----- | ---------------------------------------- | ----------------------------------- | -------------------- | ------------------------------------------- |
| 2010  | Got it Right                             | Shtamper                            | Poor Boy, Lucky Man  | [vidéo] « Visionner la vidéo », sur YouTube |
| 2010  | Weak                                     | Elyashiv Levine                     | The Reckoning        | [vidéo] « Visionner la vidéo », sur YouTube |
| 2012  | One Day/Reckoning Song (Wankelmut Remix) | Daniel Franke et Sander Houtkruijer | The Reckoning        | [vidéo] « Visionner la vidéo », sur YouTube |
| 2012  | Different Pulses                         | Vania Heymann                       | Different Pulses     | [vidéo] « Visionner la vidéo », sur YouTube |
| 2013  | Love It Or Leave It                      | Asaf Avidan                         | Different Pulses     | [vidéo] « Visionner la vidéo », sur YouTube |
| 2014  | Over My Head                             | Camille + Jean-Baptiste             | Gold Shadow          | [vidéo] « Visionner la vidéo », sur YouTube |
| 2017  | My Old Pain                              | Asaf Avidan                         | The Study on Falling | [vidéo] « Visionner la vidéo », sur YouTube |